# Subunidade delta da ATP sintase
A subunidade delta da ATP sintase é uma subunidade da ATPase bacteriana e dos cloroplastos, ou OSCP (Oligomycin Sensitivity Conferral Protein: proteína que confere sensibilidade à oligomicina) na ATPase mitocondrial (note-se que nas mitocôndrias existe uma subunidade delta diferente).
A subunidade OSCP/delta parece fazer parte do eixo periférico que sustenta o centro catalítico alfa3beta3 do complexo F1 estacionário contra o sistema binário do eixo central rotativo, e liga a subunidade A do complexo Fo ao complexo F1. Na mitocôndria, o eixo periférico consiste em OSCP, bem como nos componentes F6, B e D do complexo Fo. Nas bactérias e nos cloroplastos, o eixo periférico têm composições diferentes de subunidades: delta e duas cópias do componente B (bactéria) do complexo Fo, ou delta e componentes B e B (cloroplastos) do complexo Fo.
A subunidade delta da ATP sintase humana está codificada no gene ATP5O.